# Model Jaynes-Cummings

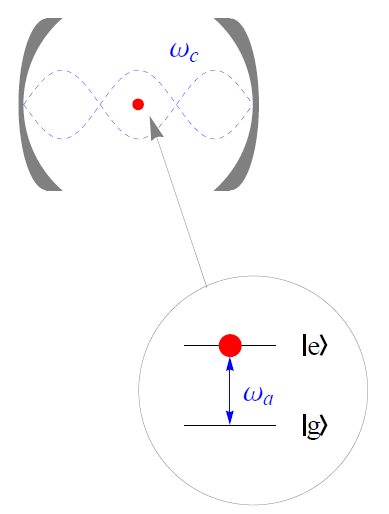
Il·lustració del model de Jaynes–Cummings. Un àtom en una cavitat òptica es mostra com a punt vermell a la part superior esquerra. Els nivells d'energia de l'àtom que s'acoblen al mode de camp dins de la cavitat es mostren al cercle de la part inferior dreta. La transferència entre els dos estats provoca l'emissió (absorció) de fotons per part de l'àtom al mode cavitat (fora).

En òptica quàntica, el model de Jaynes-Cummings (de vegades abreujat JCM) és un model teòric que descriu el sistema d'un àtom de dos nivells que interactua amb un mode quantificat d'una cavitat òptica (o un camp bosònic), amb o sense presència de llum (en forma de bany de radiació electromagnètica que pot provocar emissió i absorció espontànies). Va ser desenvolupat originalment per estudiar la interacció dels àtoms amb el camp electromagnètic quantificat per tal d'investigar els fenòmens d'emissió i absorció espontània de fotons en una cavitat. Porta el nom d'Edwin Thompson Jaynes i Fred Cummings a la dècada de 1960 i es va confirmar experimentalment el 1987.
El model de Jaynes-Cummings és de gran interès per a la física atòmica, l'òptica quàntica, la física de l'estat sòlid i els circuits d'informació quàntica, tant experimentalment com teòricament. Els números especials de la revista han commemorat el 50è aniversari, (que conté nombrosos articles rellevants, inclosos dos editorials interessants, un de Cummings), i el 60è aniversari. També té aplicacions en control coherent i processament d'informació quàntica.

## Història

### 1963: Jaynes i Cummings
El model va ser desenvolupat originalment en un article de 1963 per Edwin Jaynes i Fred Cummings per dilucidar els efectes de donar un tractament mecànic totalment quàntic al comportament dels àtoms que interactuen amb un camp electromagnètic. Per tal de simplificar les matemàtiques i permetre un càlcul manejable, Jaynes i Cummings van restringir la seva atenció a la interacció d'un àtom amb un sol mode de camp electromagnètic quàntic. (Vegeu a continuació per obtenir més detalls matemàtics.)
Aquest enfocament contrasta amb el mètode semi-clàssic anterior, en què només la dinàmica de l'àtom es tracta de manera mecànica quàntica, mentre que se suposa que el camp amb el qual interactua es comporta segons la teoria electromagnètica clàssica. El tractament mecànic quàntic del camp en el model Jaynes-Cummings revela una sèrie de característiques noves, com ara:
- L'existència d'oscil·lacions de Rabi entre els estats del sistema de dos nivells mentre interactua amb el camp quàntic. Originalment es creia que es tractava d'un efecte mecànic purament quàntic, tot i que més tard es va proporcionar una explicació semiclàssica en termes de dispersió i absorció lineal[5]
- Una escala de nivells d'energia quantificats, anomenada escala de Jaynes-Cummings, que escala l'energia de manera no lineal com {\displaystyle {\sqrt {n}}} on {\displaystyle n} és el nombre total de quants del sistema acoblat. Aquesta quantificació d'energies i escala no lineal és de naturalesa purament mecànica quàntica.
- El col·lapse i els posteriors revivals de la probabilitat de detectar el sistema de dos nivells en un estat donat quan el camp es troba inicialment en un estat coherent. Tot i que el col·lapse té una explicació clàssica senzilla, els renaixements només es poden explicar per la discreció de l'espectre energètic a causa de la naturalesa quàntica del camp.[6][7]

### Més desenvolupaments
Molts experiments recents s'han centrat en l'aplicació del model a sistemes amb aplicacions potencials en processament d'informació quàntica i control coherent. Diversos experiments han demostrat la dinàmica del model Jaynes-Cummings en l'acoblament d'un punt quàntic als modes d'una micro-cavitat, la qual cosa pot permetre aplicar-lo en un sistema físic de mida molt més petita. Altres experiments s'han centrat a demostrar la naturalesa no lineal de l'escala de nivells d'energia de Jaynes-Cummings mitjançant l'observació espectroscòpica directa. Aquests experiments han trobat evidències directes del comportament no lineal previst a partir de la naturalesa quàntica del camp tant en circuits superconductors que contenen un àtom artificial acoblat a un oscil·lador de molt alta qualitat en forma de circuit RLC superconductor, com en una col·lecció de Rydberg. àtoms acoblats mitjançant els seus girs. En aquest últim cas, la presència o absència d'una excitació col·lectiva de Rydberg en el conjunt compleix el paper del sistema de dos nivells, mentre que el paper del mode de camp bosònic el juga el nombre total de voltes de spin que tenen lloc.
El model ofereix la possibilitat de realitzar diverses possibilitats teòriques exòtiques en un entorn experimental. Per exemple, es va adonar que durant els períodes d'oscil·lacions de Rabi col·lapsades, el sistema àtom-cavitat existeix en un estat de superposició quàntica a escala macroscòpica. Aquest estat de vegades es coneix com a gat de Schrödinger, ja que permet l'exploració dels efectes contra-intuïtius de com es manifesta l'entrellat quàntic en sistemes macroscòpics. També es pot utilitzar per modelar com es transfereix la informació quàntica en un camp quàntic.

## Formulació matemàtica 1
L'Hamiltonià que descriu el sistema complet, {\displaystyle {\hat {H}}={\hat {H}}_{\text{field}}+{\hat {H}}_{\text{atom}}+{\hat {H}}_{\text{int}}} consisteix en l'Hamiltonià de camp lliure, l'Hamiltonià d'excitació atòmica i l'Hamiltonià d'interacció Jaynes-Cummings: {\displaystyle {\begin{aligned}{\hat {H}}_{\text{field}}&=\hbar \omega _{c}{\hat {a}}^{\dagger }{\hat {a}}\\{\hat {H}}_{\text{atom}}&=\hbar \omega _{a}{\frac {{\hat {\sigma }}_{z}}{2}}\\{\hat {H}}_{\text{int}}&={\frac {\hbar \Omega }{2}}{\hat {E}}{\hat {S}}.\end{aligned}}}Aquí, per comoditat, s'estableix l'energia del camp de buit {\displaystyle 0}.
Per obtenir la interacció hamiltoniana JCM, el camp de radiació quantificat es considera que consisteix en un únic mode bosònic amb l'operador de camp {\displaystyle {\hat {E}}=E_{\text{ZPF}}\left({\hat {a}}+{\hat {a}}^{\dagger }\right)}, on els operadors {\displaystyle {\hat {a}}^{\dagger }} i {\displaystyle {\hat {a}}} són els operadors bosònics de creació i aniquilació i {\displaystyle \omega _{c}} és la freqüència angular del mode. D'altra banda, l'àtom de dos nivells és equivalent a una meitat d'espín l'estat del qual es pot descriure mitjançant un vector de Bloch tridimensional. (S'ha d'entendre que "àtom de dos nivells" aquí no és un àtom real amb espín, sinó més aviat un sistema quàntic genèric de dos nivells l'espai de Hilbert és isomòrfic a una meitat de spin.) L'àtom s'acobla al camp mitjançant el seu operador de polarització {\displaystyle {\hat {S}}={\hat {\sigma }}_{+}+{\hat {\sigma }}_{-}}. Els operadors {\displaystyle {\hat {\sigma }}_{+}=|e\rangle \langle g|} i {\displaystyle {\hat {\sigma }}_{-}=|g\rangle \langle e|} són els operadors de pujada i baixada de l'àtom. L'operador {\displaystyle {\hat {\sigma }}_{z}=|e\rangle \langle e|-|g\rangle \langle g|} és l'operador d'inversió atòmica, i {\displaystyle \omega _{a}} és la freqüència de transició atòmica.

## Formulació matemàtica 2
Per facilitar la il·lustració, considereu la interacció de dos subnivells d'energia d'un àtom amb un camp electromagnètic quantificat. El comportament de qualsevol altre sistema de dos estats acoblat a un camp bosònic serà isomorf a aquesta dinàmica. En aquest cas, l'hammiltonià per al sistema de camp àtom és: {\displaystyle {\hat {H}}={\hat {H}}_{A}+{\hat {H}}_{F}+{\hat {H}}_{AF}}